# Langanes
Langanes is een schiereiland in het uiterste noordoosten van IJsland. Ten zuiden ervan ligt de baai Bakkaflói, en ten noorden de Þistilfjörður fjord. Langanes is een smal en langgerekt schiereiland van ongeveer 40 kilometer lang. Helemaal aan het uiteinde van het schiereiland ligt de kaap Fontur waar een vuurtoren uit 1910 op staat.
Þórshöfn is de enige plaats van Langanes dat op de noordkust aan de basis van Langanes ligt. Verder naar het oosten ligt er nog een aantal boerderijen, zoals Ytra-Lón, en het verlaten vissersdorpje Skálar.
Het hoogste punt op het schiereiland is de berg Gunnólfsvíkurfjall waarvan de top zich op 719 meter boven de zeespiegel bevindt.